# سیارک ۷۵۴۱
سیارک ۷۵۴۱ (به انگلیسی: 7541 Nieuwenhuis، نامگذاری:4019T-3) هفت هزار و پانصد و چهل و یکمین سیارک کشف شده‌است که در ۱۶ اکتبر ۱۹۷۷ کشف شد.
قدر مطلق سیارک برابر ۱۳٫۹۰ است.